# Mueang Nakhon Si Thammarat (huyện)
Nakhon Si Thammarat (tiếng Thái: นครศรีธรรมราช) là huyện thủ phủ (Amphoe Mueang) của tỉnh Nakhon Si Thammarat ở miền nam Thái Lan.

## Địa lý
Các huyện giáp ranh (từ phía đông nam theo chiều kim đồng hồ) là Pak Phanang, Chaloem Phra Kiat, Phra Phrom, Lan Saka, Phrom Khiri và Tha Sala. Phía đông là vịnh Thái Lan.

## Hành chính
Huyện này được chia thành 16 phó huyện (tambon), các đơn vị này lại được chia ra thành 114 làng (muban).
| \| STT \| Tên \| Tên tiếng Thái \| Số làng \| Dân số \| \| \| 1. \| Nai Mueang \| ในเมือง \| - \| 46,364 \| \| \| 2. \| Tha Wang \| ท่าวัง \| - \| 17.234 \| \| \| 3. \| Khlang \| คลัง \| - \| 18.638 \| \| \| 6. \| Tha Rai \| ท่าไร่ \| 6 \| 8.437 \| \| \| 7. \| Pak Nakhon \| ปากนคร \| 6 \| 12.501 \| \| \| 8. \| Na Sai \| นาทราย \| 6 \| 6.124 \| \| \| 12. \| Kamphaeng Sao \| กำแพงเซา \| 9 \| 9.784 \| \| \| 13. \| Chaiyamontri \| ไชยมนตรี \| 5 \| 6.460 \| \| \| 14. \| Mamuang Song Ton \| มะม่วงสองต้น \| 6 \| 4.422 \| \| \| 15. \| Na Khian \| นาเคียน \| 8 \| 12.506 \| \| \| 16. \| Tha Ngio \| ท่างิ้ว \| 9 \| 10.425 \| \| \| 18. \| Pho Sadet \| โพธิ์เสด็จ \| 9 \| 31,709 \| \| \| 19. \| Bang Chak \| บางจาก \| 11 \| 11.521 \| \| \| 20. \| Pak Phun \| ปากพูน \| 12 \| 36,063 \| \| \| 21. \| Tha Sak \| ท่าซัก \| 9 \| 9.743 \| \| \| 22. \| Tha Ruea \| ท่าเรือ \| 18 \| 22,968 \| \| | Map of Tambon    |                |         |        |  |
| STT | Tên              | Tên tiếng Thái | Số làng | Dân số |  |
| 1. | Nai Mueang       | ในเมือง         | -       | 46,364 |  |
| 2. | Tha Wang         | ท่าวัง           | -       | 17.234 |  |
| 3. | Khlang           | คลัง            | -       | 18.638 |  |
| 6. | Tha Rai          | ท่าไร่           | 6       | 8.437  |  |
| 7. | Pak Nakhon       | ปากนคร         | 6       | 12.501 |  |
| 8. | Na Sai           | นาทราย         | 6       | 6.124  |  |
| 12. | Kamphaeng Sao    | กำแพงเซา       | 9       | 9.784  |  |
| 13. | Chaiyamontri     | ไชยมนตรี        | 5       | 6.460  |  |
| 14. | Mamuang Song Ton | มะม่วงสองต้น     | 6       | 4.422  |  |
| 15. | Na Khian         | นาเคียน         | 8       | 12.506 |  |
| 16. | Tha Ngio         | ท่างิ้ว           | 9       | 10.425 |  |
| 18. | Pho Sadet        | โพธิ์เสด็จ        | 9       | 31,709 |  |
| 19. | Bang Chak        | บางจาก         | 11      | 11.521 |  |
| 20. | Pak Phun         | ปากพูน          | 12      | 36,063 |  |
| 21. | Tha Sak          | ท่าซัก           | 9       | 9.743  |  |
| 22. | Tha Ruea         | ท่าเรือ          | 18      | 22,968 |  |

Con số từ 9-11 và 17 thuộc các xã được tách ra năm 1994 để lập huyện Phra Phrom.
Nakhon Si Thammarat là thành phố (thesaban nakhon) và nằm trên tambon Nai Mueang, Tha Wang, Khlang, và một phần của Na Khian và Pho Sadet. Có 3 thị trấn (thesaban tambon) - Bang Chak nằm trên một phần của tambon cùng tên, Tha Phae nằm trên một phần của tambon Pak Phun,  Pak Nakhon nằm trên một phần của  tambon Tha Rai và Pak Nakhon. Có 13 Tổ chức hành chính tambon.